# Adelpha margarita
Adelpha margarita is een vlinder uit de onderfamilie Limenitidinae van de familie Nymphalidae. De wetenschappelijke naam van de soort werd in 2013 gepubliceerd door Keith R. Willmott & Jason P.W. Hall.

## Type
- holotype: "male, 3.XI. FLMNH-MGCL-111890"
- instituut: MECN, Quito, Ecuador
- typelocatie: "Ecuador, Zamora-Chinchipe: km 3.5 El Tambo-San Juan del Oro, 3°57'9S, 79°3'33W, 1900m"

## Ondersoorten
- Adelpha margarita margarita
- Adelpha margarita garleppi Willmott & Hall, 2003
  - holotype: "male, 11.II.2011. leg. M[ichael] McInnis", MUSM, Lima, Peru
  - typelocatie: "Peru, Cuzco, Valle de Cosñipata, El Mirador, 1720m, 13°04'S, 71°33'W"[1]